# Livistona exigua
Livistona exigua är en enhjärtbladig växtart som beskrevs av John Dransfield. Livistona exigua ingår i släktet Livistona och familjen Arecaceae. Inga underarter finns listade i Catalogue of Life.